# Вантажні електровози змінного струму
Вантажні електровози змінного струму (рос. Грузовые электровозы переменного тока) — довідник залізничника, у якому надано інформацію про електровози змінного струму моделі «ВЛ60», «ВЛ80», «ВЛ82», «ВЛ85», що перебувають в експлуатації з 1990-х років. Наведено описи (зі схемами та ілюстраціями) різних груп обладнання та апаратів, особливості роботи електронних схем. Є унікальним виданням часів СРСР (до складу якого входила Україна). Аналогів серед україномовних видань не було.
У виданні надані характеристики і технічні дані механічного, електричного і пневматичного обладнання, відомості не лише з питань експлуатації, але й технічного обслуговування, і навіть ремонту вантажних електровозів змінного струму всіх серій.
Видання розраховане на інженерно-технічних працівників локомотивного господарства, пов'язаних з експлуатацією та ремонтом електровозів, корисне для працівників проектно-дослідних інститутів і конструкторських бюро.